# Wuchuan, Hohhot

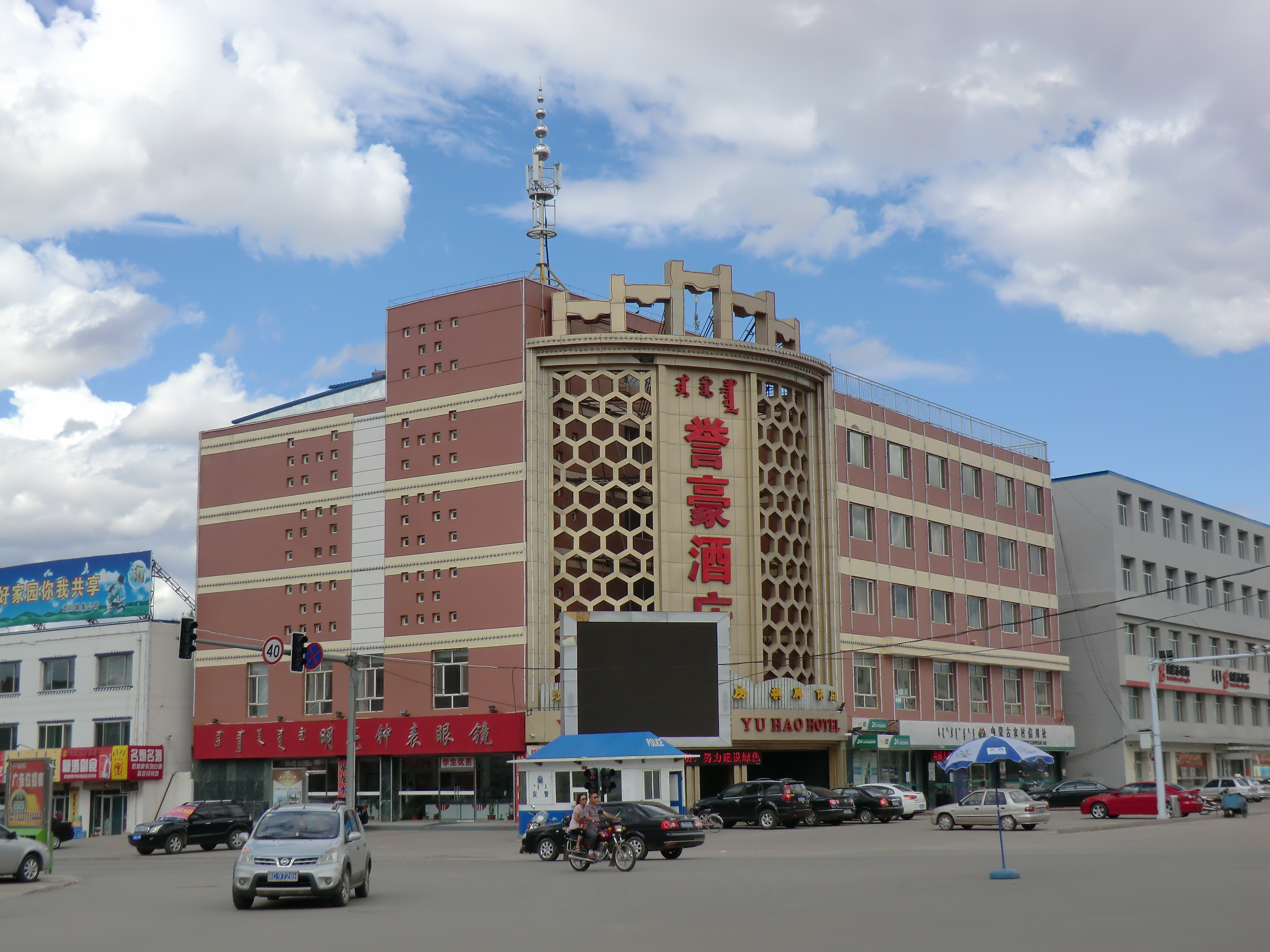
Centrum i Wuchuan

Wuchuan, tidigare romaniserat Wuchwan, är ett härad som lyder under Hohhots stad på prefekturnivå i den autonoma regionen Inre Mongoliet i norra Kina.

## Källa
1. ↑  ”worldpostmarks.net”. Arkiverad från originalet den 2 januari 2015. https://web.archive.org/web/20150102101710/http://worldpostmarks.net/HTML%20Countries/china.htm. Läst 13 december 2015.